# Castelmagno
Castelmagno – miejscowość i gmina we Włoszech, w regionie Piemont, w prowincji Cuneo.
Według danych na rok 2004 gminę zamieszkiwało 117 osób, 2,4 os./km².